# Mäntysaari (ö i Norra Karelen, Pielisen Karjala, lat 63,70, long 29,66)
Mäntysaari är en ö i Finland. Den ligger i sjön Mäntyjärvi och i kommunen Nurmes i den ekonomiska regionen  Pielinen-Karelen  och landskapet Norra Karelen, i den centrala delen av landet, 500 km nordost om huvudstaden Helsingfors. Öns area är 0,8 hektar och dess största längd är 190 meter i sydöst-nordvästlig riktning.